# Cotesova spirala
Cotesova spirala je ravninska krivulja, ki se jo lahko zapiše v polarnih koordinatah z eno izmed naslednjih treh oblik:
{\displaystyle {\frac {1}{r}}=A\cos \left(k\theta +\varepsilon \right)\!\,,}
{\displaystyle {\frac {1}{r}}=A\cosh \left(k\theta +\varepsilon \right)\!\,,}
{\displaystyle {\frac {1}{r}}=A\theta +\varepsilon \!\,,}
kjer je: 
- {\displaystyle A\,} realno število (konstanta)
- {\displaystyle k\,} realno število (konstanta)
- {\displaystyle \varepsilon \,} realno število (konstanta)

Prva oblika predstavlja epispiralo, druga Poinsotovo spiralo, tretja pa predstavlja hiperbolično spiralo.
Spirala se imenuje po angleškem matematiku Rogerju Cotesu (1682 – 1716).
Cotesova spirala je izredno pomembna v klasični mehaniki, ker se po Cotesovih spiralah gibljejo telesa v polju sil, ki padajo obratno sorazmerno s tretjo potenco oddaljenosti. To so sile, ki se jih lahko zapiše kot:
{\displaystyle F(r)={\frac {\mu }{r^{3}}}\!\,,}
kjer je: 
- {\displaystyle \mu \,} realna konstanta

Središčna sila je odvisna samo od razdalje {\displaystyle r\,} med gibajočim se telesom in fiksno točko (središčem). V tem primeru se lahko konstanta {\displaystyle k\,} spirale določi s pomočjo ploščinske hitrosti, ki se jo označi s {\displaystyle h\,}, tako da velja:
{\displaystyle k^{2}=1-{\frac {\mu }{h^{2}}}\!\,.}
Nastopijo lahko trije primeri:
- {\displaystyle \mu <h\,} dobi se kosinusno obliko spirale in velja:

{\displaystyle k^{2}={\frac {\mu }{h^{2}}}-1\!\,}
- {\displaystyle \mu >h\,} dobi se hiperbolično kosinusno obliko spirale
- {\displaystyle \mu =h\,} dobi se tretjo obliko spirale (glej zgoraj).